# Олимпийский (дворец спорта, Чехов)
Дворе́ц спо́рта «Олимпи́йский» — спортивный комплекс, расположенный в подмосковном городе Чехове. Был открыт 30 июля 2003 года. Является домашней ареной гандбольного клуба «Чеховские медведи».

## Структура комплекса
Дворец спорта состоит из спортивно-оздоровительной, развлекательной и общественной зон.
В спортивно-оздоровительную зону входят:
- Большая спортивная арена (60x54 м) с 3000 посадочных мест. Высота зала 12 метров.
- Тренировочный зал (48х24 м)
- Тренажёрный зал общей площадью 144 кв. м.
- Плавательный бассейн (50х25 м) с трибунами на 420 посадочных мест.

Развлекательная зона дворца спорта включает:
- Развлекательный центр «Скарабей»
- Ресторан «Русь»

Общественная зона представляет собой:
- Пресс-центр для журналистов на 40 мест.
- Конференц-зал на 100 мест.

## Наиболее значимые события
Среди крупнейших событий, проводившихся во «Олимпийском» за время его работы, следующие:
Чемпионат России по Художественной Гимнастике 2007
- Гандбол. Чемпионат России. Суперлига.
- Бокс. Александр Поветкин — Таурус Сайкс
- Баскетбол. Чемпионат мира среди девушек до 19 лет в 2015 году